# お嬢様をいいなりにするゲーム
『お嬢様をいいなりにするゲーム』（おじょうさまをいいなりにするゲーム）は、アリスソフトが2007年10月5日に発売した、タイトルのままの内容のアダルトアドベンチャーゲーム。略称は「おいなり」。

## あらすじ
街の有力者から孫娘エミリを世話する約束を結ぶことによって自分と妹の生活保障を得られた和也は、お嬢様であるエミリに雑用でこきつかわれる。しかし、ある日エミリの弱みを握ったのち、ある出来事がきっかけで彼女に迫る。

## 登場人物
村田和也
主人公。いつもエミリに良いようにコキ使われていたが、ある日彼女の弱みを握る。
諏訪エミリ
声：東かりん
ヒロイン。和也とは小さい時からの面識がある。実質的な学園の支配者であり、和也を道具として使っている。世俗に疎く、一般的な常識はほぼ皆無。
鷲塚理恵子
声：風華
眼鏡をかけた音楽教師。いい先生になろうと頑張っているが、空回り気味。あだ名は「おっぱい先生」。
来島梢
声：天水るみ
エミリの下級生で図書委員。和也と同じくエミリの世話をしている。エミリとの人間関係は良好とは言えない。
村田千果
声：一色ヒカル
和也の妹。天才であり、研究機関に附随した学校で寮生活をしている。エミリの弱みを握った和也に「ゲーム」を提案する。

## ゲームシステム
ゲーム上のプレイ期間は9週間。その間に女の子をどこまでいいなりにできるかプレイすることになる。
平日モードと休日モードに分かれており、平日は千果のゲームで欲望ポイントをためてから女の子へお願いを発想し、コマンドを実行する。日曜は女の子に電話をかけるが、一定の条件をクリアしている場合は、特別コマンドの実行が可能になる。

## スタッフ
- ディレクター - む～みん
- シナリオ - む～みん（原案）、とり
- キャラクター原画 - 月餅
- 音楽・効果 - DRAGON ATTACK!、NEY、DJ C++（音楽・効果音・音声データ雑務）

## 関連商品

### カードゲーム
Lycee
シルバーブリッツのトレーディングカードゲーム、Lyceeに参戦している。収録エキスパンションは、Alicesoft5.0など。